# Pando (kolonia drzew)

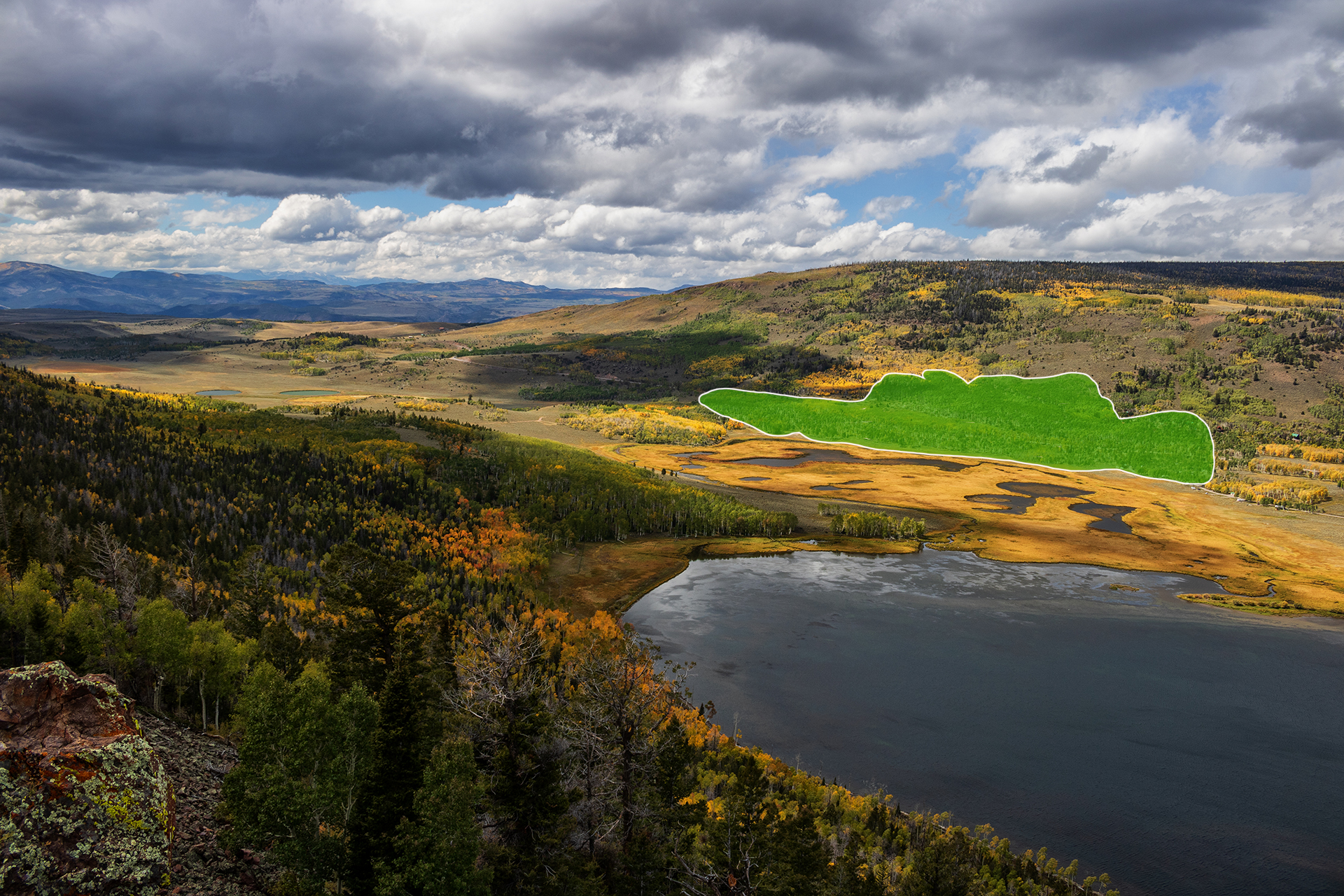
Obszar Pando

Pando – kolonia topoli osikowej Populus tremuloides. Znajduje się w Narodowym Lesie Fishlake w amerykańskim stanie Utah i zajmuje powierzchnie ponad 40 ha.

## Kolonia

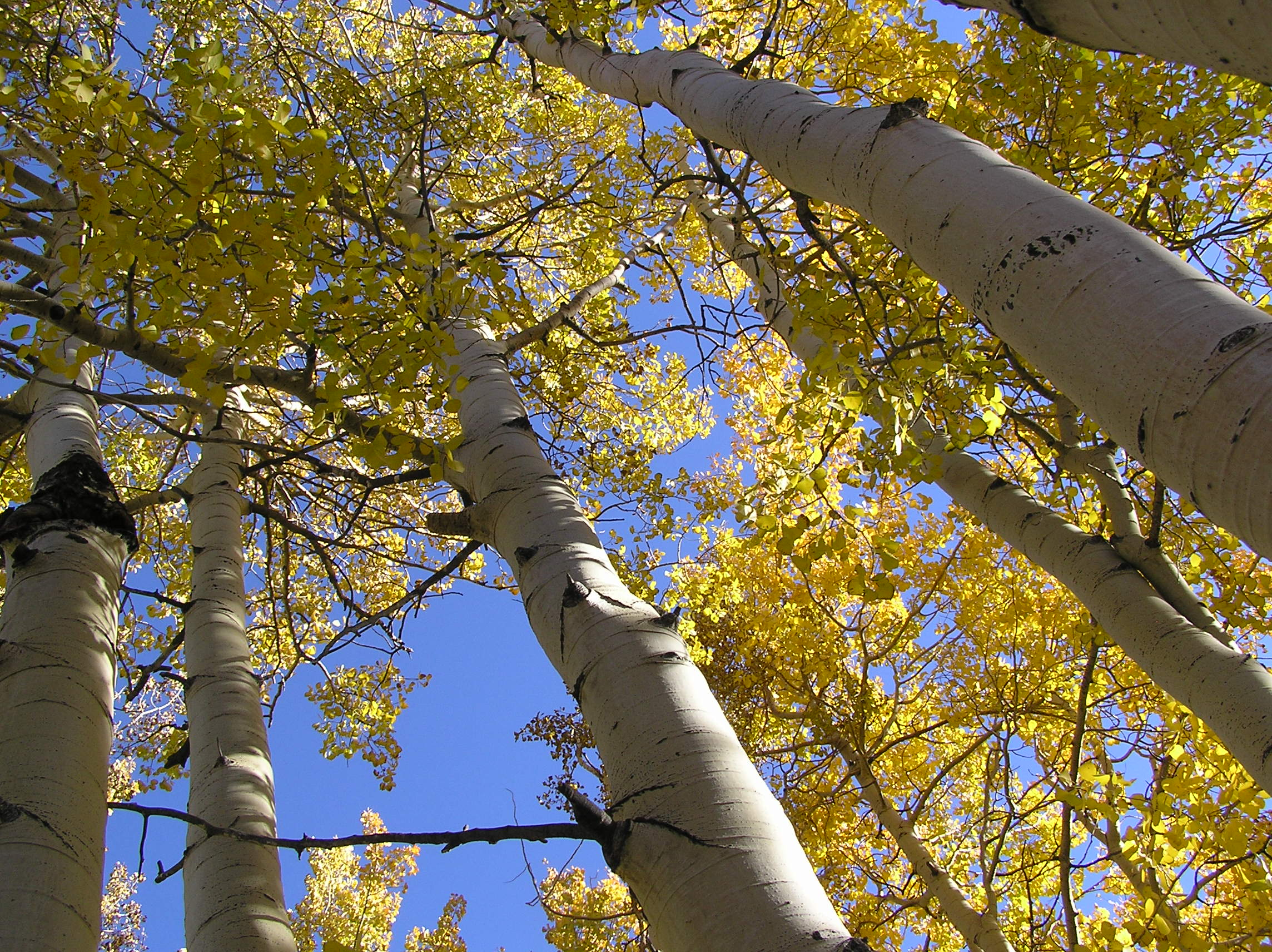
Topola osikowa występująca w Pando

Pando to kolonia genetycznie identycznych drzew topoli osikowej (Populus tremuloides), uznawana za jeden z najstarszych organizmów żyjących na naszej planecie. Każde z około 47 tysięcy drzew charakteryzuje się tym samym materiałem genetycznym i jest połączone z innymi poprzez złożony system korzeniowy, określany mianem polikormonu. Łączna masa Pando wynosi około 6 tysięcy ton, co czyni go największym pojedynczym organizmem na Ziemi. Samo słowo pando pochodzi od łacińskiego „rozciągam się” co symbolizuje organizm, który się rozrasta.

## Najstarszy organizm na Ziemi
Próbki DNA jednej z największych i najstarszych roślin na świecie, trzęsącej się osiki (Populus tremuloides), znanej jako Pando i rosnącej w stanie Utah, dostarczyły badaczom cennych informacji na temat jej wieku oraz historii ewolucyjnej. Analizując setki próbek z tego unikalnego drzewa, naukowcy ustalili, że Pando ma od 16 000 do 80 000 lat, co potwierdza wcześniejsze hipotezy mówiące o tym, że jest jednym z najstarszych organizmów na Ziemi. Dodatkowo, badania umożliwiły śledzenie wzorców zmienności genetycznej w obrębie drzewa, co dostarcza wskazówek na temat jego adaptacji i ewolucji na przestrzeni wieków. Również modele filogenezy szacują wiek organizmu na około 16 000–80 000 lat. Wiek ten został potwierdzony przez niemal nieprzerwaną obecność pyłku osiki w zapisie osadów jeziornych zgromadzonych z Fish Lake w pobliżu Pando.

## Fauna Pando
Zwierzęta zamieszkujące Pando to głównie owady, ptaki, lisy, bobry, jelenie oraz łosie. Wcześniej obszar zamieszkiwały, także większe drapieżniki takie jak wilki i pumy. Obecnie najliczniejszą grupą zwierząt są jeleniowate, ich liczebność jest spowodowana brakiem zagrożenia ze strony drapieżników.

## Element ekosystemu
Pando, największy organizm na Ziemi, to nie tylko imponujące drzewo, ale również kluczowy element ekosystemu, w którym żyje. Jego wpływ na inne organizmy jest ogromny i wielowymiarowy.
Schronienie i pokarm
- Habitat dla wielu gatunków: Pando tworzy rozległy las, który stanowi schronienie dla licznych gatunków zwierząt. Ptaki gniazdują w jego koronach, małe ssaki znajdują tu bezpieczne kryjówki, a większe zwierzęta wykorzystują go jako miejsce odpoczynku[8].
- Źródło pokarmu: Liście osiki, z których składa się Pando, są ważnym elementem diety wielu zwierząt. Od owadów po duże ssaki roślinożerne, takie jak jelenie oraz łosie, korzystają z obfitego pokarmu, jaki oferuje ten gigantyczny organizm[8].

Stabilizacja gleby i regulacja wody
- Ochrona przed erozją: Rozległy system korzeniowy Pando skutecznie stabilizuje glebę, zapobiegając erozji. Dzięki temu chroni inne rośliny i zwierzęta przed zniszczeniem[9].
- Regulacja przepływu wody: Pando wpływa na cykl hydrologiczny. Jego korzenie pochłaniają duże ilości wody, a następnie stopniowo ją uwalniają, co pomaga regulować poziom wód gruntowych i strumieniach[9].

Tworzenie unikalnych warunków
- Mikroklimat: Pando tworzy specyficzny mikroklimat pod swoimi koronami, co wpływa na rozmieszczenie innych roślin i zwierząt[10].
- Wymiana substancji odżywczych: Przez swoje korzenie Pando uwalnia do gleby różne substancje odżywcze, co wpływa na skład flory i fauny w swoim otoczeniu[10].

## Zagrożenia
Badania wskazują, że zagrożeniem dla drzew są jeleniowate. W przeszłości populacja tych zwierząt była kontrolowana przez drapieżniki, takie jak wilki i pumy. Obecnie (2024) stada jeleni znacząco zwiększyły swoją liczebność, ponieważ drapieżników już nie ma. Status Pando, jako rezerwatu, powoduje, że zwierzęta często szukają tam schronienia przed myśliwymi.
Dla zwierząt nie ma zasadniczej różnicy, czy żerują na trawie, czy młodych drzewach. Należy jednak zauważyć, że trawy rosną od podstawy, natomiast pozostałe rośliny rozwijają się od czubka. Z tego względu podjadanie trawy nie wpływa negatywnie na jej wzrost, natomiast młode drzewa, nadgryzane od wierzchołka, nie mają szans na dalszy rozwój. Starszym drzewom zagraża zmiana klimatu, która postępuje w niezwykle szybkim tempie. Ponadto, coraz częściej występują susze oraz pożary lasów.

## Pomoc
Według naukowców, konieczne jest ograniczenie liczby roślinożerców odwiedzających Pando oraz zmniejszenie aktywności ludzkiej w jego otoczeniu. Reintrodukcja drapieżników mogłaby również przynieść korzyści, odstraszając jelenie i bydło, które niszczą młode pędy. Zasadniczym celem jest zapewnienie, aby Pando pozostało największym i najstarszym znanym organizmem na naszej planecie. Kolejnym istotnym krokiem jest ogrodzenie całego obszaru by chronić kolonię przed nadgryzaniem przez zwierzęta. Obszary klonu Pando, które poddano wycince w latach 1987 i 1988, początkowo rozwijały się bardzo bujnie. Choć były stosunkowo niewielkie, doświadczyły intensywnego pasienia, przede wszystkim ze strony jeleniowatych zamieszkujących okolicę. W 1992 roku obszar, który przeszedł zabieg, został otoczony ogrodzeniem z siatki o wysokości ośmiu stóp, co miało na celu ochronę nowych pędów przed dziką zwierzyną oraz bydłem. Dzięki temu kiełki w tym rejonie miały szansę przetrwać i obecnie w przeważającej mierze osiągnęły wysokość ponad dwudziestu stóp.